# هایاشی اوئن
هایاشی اوئن (به ژاپنی: 林 桜園 Hayashi Ōen); ۱ ژانویهٔ ۱۷۹۷ – ۱ ژانویهٔ ۱۸۷۰) یک رهبر شینتو، پزشک و محقق ملی‌گرا اهل ژاپن بود.